# Sân bay Albury
Sân bay Albury (IATA: ABX, ICAO: YMAY) là một sân bay khu vực nhỏ ở gần Albury, New South Wales, Úc. Sân bay này cũng phục vụ thành phố Wodonga, Victoria gần đó. Đến thời điểm tháng 4 năm 2008, nhà ga hành khách đang được mở rộng để đáp ứng yêu cầu an ninh và số lượng khách gia tăng.

## Các hãng hàng không và các điểm đến
| Hãng hàng không      | Điểm đến          |
| -------------------- | ----------------- |
| Brindabella Airlines | Canberra          |
| QantasLink           | Sydney            |
| Regional Express     | Melbourne, Sydney |
| Virgin Blue          | Sydney            |

Ngoài ra còn có các máy bay bay thuê, chở hàng, nông nghiệp hoạt động tại đây.